# 메트로 부민
메트로 부민(Metro Boomin, 본명: Leland Wayne, 1993년 9월 13일 ~ )는 미국 미주리주 세인트루이스 출신의 음악 프로듀서, 송라이터, 사업가이다. 퓨처, 미고스, 트래비스 스콧, 치프 키프, 아이러브마코넨, 영 서그, 릴 웨인, 구치 메인, 와카 플로카 플레임, 드레이크, 페티 왑, 리치 호미 콴, 니키 미나즈, 왈레, 루다크리스, 위즈 칼리파 등과 같이 작업한 경험이 있다.